# نورولاسیون
نورولاسیون (به انگلیسی: Neurulation) به فرایند تا شدن در جنین مهره‌داران گفته می‌شود که شامل تبدیل صفحه عصبی به لوله عصبی است. جنین در این مرحله نورولا نامیده می‌شود.
این فرایند زمانی آغاز می‌شود که طناب با ارسال سیگنال به لایه جوانه اکتودرم بالای آن، تشکیل دستگاه عصبی مرکزی (CNS) را القا می‌کند تا صفحه عصبی ضخیم و مسطح را تشکیل دهد. صفحه عصبی روی خود جمع می‌شود و لوله عصبی را تشکیل می‌دهد که بعداً به نخاع و مغز متمایز می‌شود و در نهایت سیستم عصبی مرکزی را تشکیل می‌دهد. شبیه‌سازی‌های رایانه‌ای نشان داد که گوه‌بندی سلولی و تکثیر افتراقی برای عصبی‌سازی پستانداران کافی است.
بخش‌های مختلف لوله عصبی در گونه‌های مختلف توسط دو فرایند متفاوت به نام‌های عصبی اولیه و ثانویه تشکیل می‌شوند.
- در نورولاسیون اولیه، صفحه عصبی به سوی درون چین می‌خورد تا زمانی که لبه‌ها با هم تماس پیدا کنند و جوش بخورند.
- در نورولاسیون ثانویه، لوله با توخالی شدن از درون یک پیش‌ساز جامد تشکیل می‌شود.